# Oscaruddelingen 1988
Oscaruddelingen 1988 var den 60. oscaruddeling, hvor de bedste film fra 1987 blev hædret af Academy of Motion Picture Arts and Sciences. Uddelingen blev afholdt 30. marts 1987 i Shrine Auditorium i Los Angeles, Californien, USA. Værten var Chevy Chase.

## Vindere og nominerede
Vindere står øverst, er skrevet i fed.
| Bedste film - Den sidste kejser – Jeremy Thomas, producer - Broadcast News – James L. Brooks, producer - Farligt begær – Stanley R. Jaffe og Sherry Lansing, producere - Hope and Glory – John Boorman, producer - Lunefulde måne – Norman Jewison og Patrick Palmer, producere | Bedste instruktør - Bernardo Bertolucci – Den sidste kejser - Adrian Lyne – Farligt begær - John Boorman – Hope and Glory - Norman Jewison – Lunefulde måne - Lasse Hallström – Mit liv som hund |
| Bedste mandlige hovedrolle - Michael Douglas – Wall Street som Gordon Gekko - William Hurt – Broadcast News som Tom Grunick - Marcello Mastroianni – Sorte øjne som Romano - Jack Nicholson – Jernurt som Francis Phelan - Robin Williams – Good Morning, Vietnam som Adrian Cronauer | Bedste kvindelige hovedrolle - Cher – Lunefulde måne som Loretta Castorini - Glenn Close – Farligt begær som Alex Forrest - Holly Hunter – Broadcast News som Jane Craig - Sally Kirkland – Anna som Anna - Meryl Streep – Jernurt som Helen Archer |
| Bedste mandlige birolle - Sean Connery – De uovervindelige som Jim Malone - Albert Brooks – Broadcast News som Aaron Altman - Morgan Freeman – Street Smart som Leo "Fast Black" Smalls Jr. - Vincent Gardenia – Lunefuld måne som Cosmo Castorini - Denzel Washington – Cry Freedom som Steve Biko | Bedste kvindelige birolle - Olympia Dukakis – Lunefulde måne som Rose Castorini - Norma Aleandro – Gaby: A True Story som Florencia Sánchez Morales - Anne Archer – Farligt begær som Beth Gallagher - Anne Ramsey – Smid mor af toget som Mrs. Lift - Ann Sothern – Sensommerdage som Tisha Doughty |
| Bedste originale manuskript - Lunefulde måne – John Patrick Shanley - Vi ses igen – Louis Malle - Broadcast News – James L. Brooks - Hope and Glory – John Boorman - Radio Days – Woody Allen | Bedste manuskript baseret på materiale fra et andet medie - Den sidste kejser – Mark Peploe og Bernardo Bertolucci baseret på selvbiografien From Emperor to Citizen: The Autobiography of Aisin-Gioro Pu Yi af Henry Pu Yi - The Dead – Tony Huston baseret på novellen af James Joyce - Farligt begær – James Dearden baseret på telespillet Diversion af James Dearden - Full Metal Jacket – Stanley Kubrick, Michael Herr, og Gustav Hasford baseret på romanen Kun kort tid af Gustav Hasford - Mit liv som hund – Lasse Hallström, Reidar Jonsson, Brasse Brännström og Per Berglund baseret på romanen Mit liv som hund af Reidar Jönsson |
| Bedste fremmedsprogede film - Babettes Gæstebud (Danmark) – Gabriel Axel - Vi ses igen (Frankrig) – Louis Malle - Asignatura aprobada (Spanien) – José Luis Garci - Familien (Italien) – Ettore Scola - Stifinderen (Norge) – Nils Gaup | Bedste dokumentar - The Ten-Year Lunch: The Wit and Legend of the Algonquin Round Table – Aviva Slesin - Eyes on the Prize – Callie Crossley og James A. DeVinney - Hellfire: A Journey from Hiroshima – John Junkerman og John W. Dower - Radio Bikini – Robert Stone - A Stitch for Time – Barbara Herbich og Cyril Christo |
| Bedste korte dokumentar - Young at Heart – Sue Marx og Pamela Conn - Frances Steloff: Memoirs of a Bookseller – Deborah Dickson - In the Wee Wee Hours... – Frank Daniel og Izak Ben-Meir - Language Says It All – Megan Williams - Silver into Gold – Lynn Mueller | Bedste kortfilm - Ray's Male Heterosexual Dance Hall – Jonathan Sanger og Jana Sue Memel - Making Waves – Ann Wingate - Shoeshine – Robert A. Katz |
| Bedste korte animationsfilm - Manden der plantede træer – Frédéric Back - George and Rosemary – Eunice Macaulay - Your Face – Bill Plympton | Bedste musik - Den sidste kejser – David Byrne, Cong Su, og Ryuichi Sakamoto - Cry Freedom – George Fenton and Jonas Gwangwa - Solens rige – John Williams - De uovervindelige – Ennio Morricone - Heksene fra Eastwick – John Williams |
| Bedste sang - "(I've Had) The Time of My Life" fra Dirty Dancing – Musik af Franke Previte, John DeNicola og Donald Markowitz; Tekst af Franke Previte - "Cry Freedom" fra Cry Freedom – Musik og tekst af George Fenton og Jonas Gwangwa - "Nothing's Gonna Stop Us Now" fra Mannequin – Musik og tekst af Albert Hammond og Diane Warren - "Shakedown" fra Frækkere end politiet tillader 2 – Musik af Harold Faltermeyer og Keith Forsey; Tekst af Harold Faltermeyer, Keith Forsey og Bob Seger - "Storybook Love" from Prinsessen og de skøre riddere – Musik og tekst af Willy DeVille | Bedste lyd - Den sidste kejser – Bill Rowe og Ivan Sharrock - Solens rige – Robert Knudson, Don Digirolamo, John Boyd, og Tony Dawe - Dødbringende våben – Les Fresholtz, Dick Alexander, Vern Poore og Bill Nelson - RoboCop – Michael J. Kohut, Carlos Delarios, Aaron Rochin og Robert Wald - Heksene fra Eastwick – Wayne Artman, Tom Beckert, Tom E. Dahl og Art Rochester |
| Bedste scenografi - Den sidste kejser – Ferdinando Scarfiotti, Bruno Cesari og Osvaldo Desideri - Solens rige – Norman Reynolds og Harry Cordwell - Hope and Glory – Anthony D. G. Pratt og Joanne Woollard - Radio Days – Santo Loquasto, Carol Joffe, Leslie Bloom og George DeTitta Jr. - De uovervindelige – Patrizia von Brandenstein, William A. Elliott og Hal Gausman | Bedste fotografering - Den sidste kejser – Vittorio Storaro - Broadcast News – Michael Ballhaus - Solens rige – Allen Daviau - Hope and Glory – Philippe Rousselot - Matewan-massakren – Haskell Wexler |
| Bedste makeup - Bigfoot og familien Henderson – Rick Baker - Happy New Year – Bob Laden | Bedste kostumer - Den sidste kejser – James Acheson - The Dead – Dorothy Jeakins - Solens rige – Bob Ringwood - Maurice – Jenny Beavan and John Bright - De uovervindelige – Marilyn Vance-Straker |
| Bedste klipning - Den sidste kejser – Gabriella Cristiani - Broadcast News – Richard Marks - Solen rige – Michael Kahn - Farligt begær – Michael Kahn og Peter E. Berger - RoboCop – Frank J. Urioste | Bedste visuelle effekter - Min mikro-makker – Dennis Muren, Bill George, Harley Jessup og Kenneth F. Smith - Predator – Joel Hynek, Robert M. Greenberg, Richard Greenberg og Stan Winston |

### Irving G. Thalberg Memorial Award
- Billy Wilder[2]

### Special Achievement Award
- Stephen Hunter Flick og John Pospisil for at redigere lydeffekter til RoboCop.[3]